# Oliver Stević
Oliver Stević (sérvio:Оливер Стевић) (Nova Gorica, 18 de janeiro de 1984) é um basquetebolista profissional sérvio que atualmente joga pelo Herbalife Gran Canaria, clube o qual disputa a Liga Endesa e a EuroCopa. O atleta que possui 2,05m de altura e pesa 105kg, atua como Ala-pivô e tem carreira profissional desde 2003.

## Carreira profissional

### Primeiros anos
Oliver Stević começou sua carreira nas categorias de base do FMP Zeleznik na então República Federal da Jugoslávia e na temporada 2003-04 assinou contrato com o Borac Čačak, que na época disputava a segunda divisão sérvia onde ficou até 2005-06 quando assinou com o KK Masinac de Kraljevo para jogar a KLS onde chegaram a jogar a Superliga  ficando em quarto lugar no Grupo A. 
Em abril de 2006 foi contratado ao KK Koper da Eslovênia, onde ajudou o clube a manter-se na primeira divisão após disputa de Playouts.

### Rumo à Polônia
Na temporada 2006-07, Stevic sai dos Bálcãs rumo à Polónia para defender o Śląsk Wrocław onde ficou duas temporadas e obteve médias de 17,0 pontos, 9 rebotes por jogo na primeira temporada, e 15 pontos, 1 assistência e 9 rebotes por jogo na segunda temporada.
Em outubro de 2008 troca de equipe e vai para a equipe também polonesa do Anwil Włocławek onde jogou apenas 10 partidas com médias de 8,8 pontos, 0,7 assistências e 6,4 rebotes por jogo.Em janeiro de 2009 o Crvena Zvezda de Belgrado repatria Stević por uma temporada onde disputou as Ligas sérvia, EuroCopa e Liga Adriática, onde obteve médias de 8,2 pontos e 5,4 rebotes por partida.

### Aventura alemã
Em agosto de 2010 Stevic assina contrato com o então campeão da Bundesliga, EWE Baskets Oldenburg, com previsão de duração de um ano com opção de renovação. Suas médias disputando a Eurocopa de 2010-11 foram de 9 pontos, 0,6 assistências e 6 rebotes por partida.

### "Bienvenido a España"
Em 6 de outubro de 2011 firma um contrato de apenas um mês pelo Bilbao Basket para suprir a ausência de Axel Hervelle lesionado à época.
Na temporada 2011-12 da Lega Basket compõem o elenco do rebaixado Junior Casale Monferrato com médias de 7,8 pontos, 0,2 assistências e 5,8 rebotes por jogo em 27 partidas disputadas.

### Consagração na Polônia
Em agosto de 2012 Stevic retorna para a Polônia jogando pelo BC Zielona Góra onde auxilia a equipe em seu primeiro título polonês com médias de 12,4 pontos, 1,3 assistências e 7,3 rebotes por jogo na PLK, e 13,7 pontos, 1,3 assistências e 7,4 rebotes por partida disputando a EuroCopa. 

### Retorno ao basquetebol espanhol
Após duas temporadas na Turquia defendendo o Gaziantep e algumas lesões que dificultaram seu desempenho, Stevic desembarca na Espanha para jogar pelo Baloncesto Fuenlabrada. Em uma temporada no conjunto fuenlabrenho obteve 7 pontos e 3,8 rebotes por partida.
Em 4 de agosto de 2016 Stevic assinou com a equipe do Principado de andorra, MoraBanc Andorra, que disputa a Liga Endesa. Foi no Andorra que Stevic mais tempo jogou, ficando lá entre os anos de 2016 a 2019, saindo de lá e assinando com a equipe bósnia do KK Igokea onde fez apenas 10 partidas.

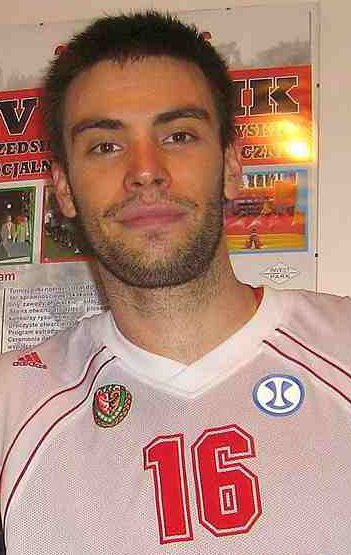
Oliver Stević em 2008 WKS Śląsk Wrocław.

Em novembro de 2019 assinou contrato de dois meses com o emergente Burgos para disputar a Liga ACB e em 15 de janeiro de 2020 surgiu como opção no catalão Joventut Badalona onde fez apenas nove jogos. Finalmente em 22 de outubro de 2020 retorna para o Fuenlabrada, mas não se firma e disputa apenas 6 partidas.
Em 29 de novembro de 2020 desperta interesse da equipe canária do Herbalife Gran Canaria para a disputa da Liga ACB e Eurocopa.

## Títulos e honrarias
Śląsk Wrocław
- Finalista da Copa da Polônia em 2008

Crvena Zvezda
- Finalista da Copa Radivoj Korać em 2009
- Finalista da KLS em 2008-09

Basket Zielona Góra
- Campeão da PLK em 2012-13

### Pessoais
- Participa do Jogo das Estrelas da PLK em 2013